# Alexander Tilloch
Alexander Tilloch (Glasgow, 28 febbraio 1759 – Islington, 26 gennaio 1825) è stato un giornalista e inventore britannico.
Fondò il Philosophical Magazine.

## Biografia
Figlio di John Tilloch, mercante di tabacco e magistrato di Glasgow, studiò all'Università di Glasgow e rivolse la sua attenzione alla stampa.
Nel 1781 iniziò a lavorare sugli stereotipi. Nel 1725, William Ged aveva ottenuto il privilegio per uno sviluppo del processo di Van der Mey, ma incontrò difficoltà pratiche. Tilloch sviluppò autonomamente un processo nel 1782 e lavorò con Andrew Foulis il giovane, stampatore all'università di Glasgow. Il 28 aprile 1784 ottennero un brevetto congiunto per l'Inghilterra (n. 1431) per "la stampa di libri da lastre anziché da caratteri mobili" e un altro per la Scozia più o meno nello stesso periodo. Tuttavia, non ne fecero un grande uso. Da Tilloch, il conte Stanhope ricavò la conoscenza del processo di creazione di lastre per la stampa.

## A Londra
Nel 1787, Tilloch si trasferì a Londra e nel 1789, insieme ad altri, acquistò The Star, un quotidiano serale, di cui rimase editore fino al 1821. A quel tempo la falsificazione delle banconote della Banca d'Inghilterra era comune e nel 1790 Tilloch presentò al ministero britannico un sistema di stampa che avrebbe reso impossibile la falsificazione. Non ricevendo incoraggiamento, portò il suo processo davanti alla Commissione degli Assegnati dell'Assemblea Legislativa, a Parigi, ma poi arrivò lo scoppio della guerra. Nel 1797 presentò alla Banca d'Inghilterra un esemplare di una banconota incisa secondo il suo procedimento, accompagnata da un certificato firmato da Francesco Bartolozzi, Wilson Lowry, William Sharp e altri incisori, in modo che non credessero potesse essere copiato da una delle arti conosciute dell'incisione. Non riuscì, tuttavia, a persuadere le autorità ad accettarlo, sebbene nel 1810 avrebbero adottato il processo di Augustus Applegath, che Tilloch affermò nel 1820, in una petizione al parlamento, essere virtualmente suo.
Nel 1797 progettò e fondò il Philosophical Magazine, una rivista dedicata ad argomenti scientifici e destinata alla pubblicazione di nuove scoperte e invenzioni. Dedicò gran parte del suo tempo alla conduzione della rivista, di cui rimase unico proprietario fino al 1822, quando Richard Taylor si associò a lui. L'unico giornale precedente di questa natura a Londra era il Journal of Natural Philosophy, Chemistry, and the Arts, fondato da William Nicholson nel 1797, che venne poi incorporato nel Magazine di Tilloch nel 1813.
Il 20 agosto 1808 Tilloch ottenne un brevetto (n. 3161) per "apparecchi da impiegare come forza motrice per azionare macchinari e lavori di fresatura".
In seguito Tilloch dedicò attenzione alla profezia biblica, entrò a far parte dei sandemaniani e di tanto in tanto predicò a una congregazione in Goswell Street. L'11 gennaio 1825 ottenne un brevetto (n. 5066) per miglioramenti alla "macchina a vapore o apparato ad essa collegato" e si afferma che l'ingegnere Arthur Woolf accolse i suoi suggerimenti. Tilloch era un membro di numerose società erudite in patria e nel continente, e tra queste della Scottish Society of Antiquaries e della Regia Academia Scientiarum di Monaco di Baviera. Raccolse manoscritti, monete e medaglie, delle quali lasciò un numero considerevole.
Morì a Barnsbury Street, Islington, il 26 gennaio 1825. Sua moglie, Margaret nata Simpson, (1760-1783) morì in seguito alla nascita del loro secondo figlio, che morì anche lui, lasciando una figlia, Elisabetta (1781-1851), che in seguito sposò John Galt.

## Opere
Tilloch fu l'autore di:
- Dissertation on the opening of the Sealed Book, Arbroath; 2a modifica. Perth, 1852; stampato da una serie di documenti pubblicati su "Star" nel 1808–19, firmati "Biblicus". Dall'introduzione sembra che i documenti fossero destinati a trattare l'intero libro dell'Apocalisse .
- Dissertations introductory to the Study and right Understanding of the Apocalypse, London, 1823.

Tilloch curò anche il Mechanic's Oracle, fondato nel luglio 1824 e interrotto subito dopo la sua morte.